# SM UB-19
SM UB-19 – niemiecki jednokadłubowy okręt podwodny typu UB II zbudowany w stoczni Blohm & Voss w Hamburgu w roku 1915. Zwodowany 2 września 1915 roku, wszedł do służby w Kaiserliche Marine 16 grudnia 1915 roku. W czasie swojej służby, SM UB-19 odbył 15 patroli, w czasie których zatopił 14 statków o łącznej pojemności 11 590 BRT. Służbę rozpoczął w Flotylli Flandria (U-boote des Marinekorps U-Flotille Flandern) 1 marca 1916 roku.

## Budowa
Okręt SM UB-19 należał do typu UB-II, który był następcą typu UB I. Był średnim jednokadłubowym okrętem przeznaczonymi do działań przybrzeżnych, o prostej konstrukcji, długości 36,13 metrów, wyporności w zanurzeniu 263 BRT, zasięgu  6450 Mm przy prędkości 5 węzłów na powierzchni oraz 45 Mm przy prędkości 4 węzły w zanurzeniu. W typie II poprawiono i zmodernizowano wiele rozwiązań, które były uważane za wadliwe w typie I. Zwiększono moc silników, pojedynczy wał zastąpiono dwoma.

## Służba
Pierwszym dowódcą okrętu został 17 grudnia 1915 roku mianowany Walter Gustav Becker, wcześniej dowodzący SM UB-13. 1 marca 1916 roku okręt został przydzielony do Flotylli Flandria. Pierwsze zwycięstwo jednostka odniosła 18 maja 1916 roku podczas patrolu po Morzu Północnym, UB-19 zatrzymał i zatopił poprzez podłożenie ładunków wybuchowych małą łódź rybacką „Osprey", (16 BRT). Największym zatopionym przez UB-19 statkiem był brytyjski parowiec SS "San Bernardo". Zbudowany w 1896 roku w D. & W. Henderson & Co. Glasgow, a należący do Edye & Co - Palmerston Steamship Co. statek o pojemności 3803 BRT, płynął po ładunek z Tyssedal do South Shields został zatopiony około 17 mil na wschód od wybrzeży Szkocji na wysokości Alnmouth. 4 i 5 października operując na Morzu Północnym u wybrzeży East Riding of Yorkshire, kilkanaście mil na północny wschód od Spurn Head, UB-19 zatopił cztery brytyjskie kutry rybackie: "Jennie Bullas" (26 BRT), "Jersey" (162 BRT), "Rado" (182 BRT) oraz "Rover" (42 BRT). 25 października 1916 roku 34 mile na północny zachód od wyspy Les Casquets w archipelagu Wysp normandzkich, UB-19 zatopił belgijski parowiec „Comtesse De Flandre”. Statek o pojemności 1810 BRT, należący do Océan S. A. Belge d’Armement et de Nav. w Antwerpii, płynął po ładunek z Calais do Barry.
4 listopada nowym dowódcą okrętu został Oberleutnant zur See Erich Noodt. Po jego dowództwem w ciągu ostatniego tygodnia listopada 1916 roku UB+19 zatopił 5 statków o łącznej pojemności 5276 BRT. Największym z nich był norweski parowiec „Belle Ile” (1884 BRT), zbudowany w 1908 roku statek płynął z ładunkiem rudy żelaza z Bilbao do Middlesbrough. 27 listopada został zatopiony 16 mil na południe od Start Point, Devon. Po ataku na „Belle Ile” UB-19 zaatakołał kolejny norweski parowiec płynący w tym samym konwoju. Był to parowiec „Visborg”  (1343 BRT).

## Zatonięcie
30 listopada 1916 roku operując dalej w La Manche UB-19 zauważył kolejny łatwy do zatopienia niewielki statek handlowy. Był to brytyjski okręt pułapka HMS „Penshurst”. Po zbliżeniu się w wynurzeniu, do statku w celu abordażu i zatopienie UB-19 został ostrzelany z ukrytej broni pokładowej. W wyniku ostrzału okręt został ciężko uszkodzony i zatonął. Z załogi uratował się kapitan oraz 16 członków załogi. Erich Noodt został pojmany i osadzony w obozie jenieckim na terenie Wielkiej Brytanii.